# Saudi-Arabien ved vinter-OL 2022
Saudi-Arabien deltager i vinter-OL 2022 i Beijing, Kina i perioden 4. – 20. februar 2022.

## Medaljer
| 2022 Beijing  | Guld | Sølv | Bronze | Total |
| Saudi-Arabien | -    | -    | -      | -     |

### Medaljevindere
| Saudi-Arabien under vinter-OL 2022 i Beijing | Saudi-Arabien under vinter-OL 2022 i Beijing | Saudi-Arabien under vinter-OL 2022 i Beijing | Saudi-Arabien under vinter-OL 2022 i Beijing | Saudi-Arabien under vinter-OL 2022 i Beijing |
| Medalje                                      | Navn                                         | Sport                                        | Event                                        | Dato                                         |
| -------------------------------------------- | -------------------------------------------- | -------------------------------------------- | -------------------------------------------- | -------------------------------------------- |
| Guld                                         | -                                            | -                                            | -                                            | -                                            |
| Sølv                                         | -                                            | -                                            | -                                            | -                                            |
| Bronze                                       | -                                            | -                                            | -                                            | -                                            |